# Livraria Folha Seca
Livraria Folha Seca é uma tradicional livraria no Centro do Rio de Janeiro, na Rua do Ouvidor. Seu catálogo dedica-se principalmente a livros sobre o Rio de Janeiro, sejam de história, arquitetura, urbanismo, iconografia, ruas, gastronomia, guia de restaurantes e bares do Rio, cultura, futebol, choro, samba e MPB. Além dos tradicionais livros, comercializa também CDs e DVDs de música brasileira. São comuns lançamentos de livros e álbuns de música na livraria. Seu proprietário é Rodrigo Ferrari.
A livraria funcionava, entre 1998 e 2003, num espaço no Centro de Arte Hélio Oiticica, até que em fins de 2003 se mudou para a Rua do Ouvidor. A livraria é considerada um point de escritores, tendo sido comparada à Sociedade Petalógica, descrita numa crônica de Machado de Assis.